# Rupeliano
| Periodo                                                                                     | Epoca               | Piano          | Età (Ma)    |
| ------------------------------------------------------------------------------------------- | ------------------- | -------------- | ----------- |
| Neogene                                                                                     | Miocene             | Aquitaniano    | Più recente |
| Paleogene                                                                                   | Oligocene           | Chattiano      | 27,30       |
| Paleogene                                                                                   | Oligocene           | Rupeliano      | 33,9        |
| Paleogene                                                                                   | Eocene              | Priaboniano    | 37,71       |
| Paleogene                                                                                   | Eocene              | Bartoniano     | 41,03       |
| Paleogene                                                                                   | Eocene              | Luteziano      | 48,07       |
| Paleogene                                                                                   | Eocene              | Ypresiano      | 56,00       |
| Paleogene                                                                                   | Paleocene           | Thanetiano     | 59,24       |
| Paleogene                                                                                   | Paleocene           | Selandiano     | 61,66       |
| Paleogene                                                                                   | Paleocene           | Daniano        | 66,00       |
| Cretacico                                                                                   | Cretacico superiore | Maastrichtiano | Più antico  |
| Suddivisione del Paleogene secondo la Commissione internazionale di stratigrafia dell'IUGS. |                     |                |             |

Nella scala dei tempi geologici, il Rupeliano (in precedenza noto anche con i nomi di Stampiano, Tongriano, Latdorfiano, Vicksburgiano, oppure Oligocene inferiore) è il primo dei due piani stratigrafici in cui è suddiviso l'Oligocene.

Copre il periodo compreso tra 33,9 ± 0,1 milioni di anni fa (Ma) e 28,4 ± 0,1 milioni di anni fa.
È preceduto dal Priaboniano (l'ultimo piano dell'Eocene) e seguito dal Chattiano.

## Etimologia
Il nome deriva da quello del piccolo fiume Rupel, un affluente della Schelda, che scorre in Belgio. Anche il Gruppo stratigrafico Rupeliano, sempre in Belgio, trae il nome dallo stesso fiume. Il piano Rupeliano fu introdotto nella letteratura scientifica nel 1850 dal geologo belga André Hubert Dumont.
La separazione tra piano stratigrafico e gruppo stratigrafico fu introdotta nella seconda metà del XX secolo quando gli stratigrafici sentirono il bisogno di distinguere la componente litostratigrafica da quella cronostratigrafica.

## Definizioni stratigrafiche e GSSP
La base dell'Oligocene e del suo primo stadio, il Rupeliano, è definita dalla scomparsa dei foraminiferi planctonici dei generi Hantkenina e  Cribrohantkenina, generi degli Hantkeninidae provenienti dall'Eocene.

Come marcatori secondari si considerano le zone di nanofossili calcarei NP21 e CP16a, l'inversione di polarità magnetica 13R1.
Il limite superiore del Rupeliano, nonché base del successivo Chattiano, è data dall'estinzione dei foraminiferi del genere Chiloguembelina, che costituisce anche la base della biozona P21b.

### GSSP
Il GSSP, il profilo stratigrafico di riferimento della Commissione Internazionale di Stratifia, è stato individuato in una sezione di Massignano, nella costa adriatica tra Sirolo e Ancona, nell'area del Monte Conero, alla base di uno strato grigio-verde di marna dello spessore di mezzo metro, situato circa 19 metri al di sopra della base della sezione. Le coordinate sono: latitudine 43°31"58.2' N e longitudine 13°36"03.8' E.

## Eventi significativi
Intorno ai 33 milioni di anni fa si ha, in Africa, la presunta scomparsa dell'Aegyptopithecus zeuxis, protoscimmia della superfamiglia Cercopithecoidea e famiglia Propliopithecidae, con resti fossili ritrovati in Egitto.
È la prima specie mai comparsa di scimmia Catarrina (infraordine di primati al quale appartiene l'uomo), ed è un possibile anello di separazione fra queste ultime e le scimmie del nuovo mondo.
In linea diretta è probabilmente l'antenato dei Proconsul (anche se ciò non è stato mai provato, potrebbe trattarsi di un ramo estinto di cercopitecidi), e potrebbe essere un link fra i primati vissuti nell'Eocene e quelli delle epoche successive.